# LaToya
LaToya è il quinto album della cantautrice e ballerina statunitense LaToya Jackson, pubblicato su LP e MC il 25 ottobre 1988.
Il disco fu ristampato in una versione estesa in 2 CD con il titolo You're Gonna Get Rocked! dalla Cherry Pop Records a dicembre 2013, contenente tutti i remix e materiale inedito come la versione della Jackson del singolo dei Nia Peeples Trouble (originariamente registrato dalla Jackson), le versioni originali di (Ain't Nobody Loves You) like I Do e la sua canzone contro la droga Just Say No.

## Descrizione
La Toya fu il primo album che la Jackson pubblicò da quando suo padre Joe Jackson terminò di essere il suo manager e firmò un contratto con la RCA. L'obiettivo della Jackson era di evolversi dal suono teen pop a qualcosa di più consistente.
Per aiutarla a sviluppare le sue sonorità la Jackson ingaggiò il team di produttori britannici Stock Aitken Waterman. La Jackson non fu felice di scoprire, arrivando al loro studio di registrazione, che Waterman aveva già completato i loro tre brani insieme e che da parte della Jackson mancava solo di aggiungere le parti vocali. Jackson aveva sperato di poter lavorare con lui a 360 gradi. Just Say No fu composta per la campagna antidroga della first lady degli Stati Uniti Nancy Reagan. 
Le altre 2 loro canzoni, la "funky e grintosa" (Ain't Nobody Loves You) like I Do e la melanconica ballata (Tell Me) She Means Nothing to You at All, erano fortemente diverse dai lavori precedenti di Waterman.
La Jackson dovette aspettare sei mesi perché i produttori statunitensi hip hop Full Force riuscissero a trovarle uno spazio nel loro fitto calendario di impegni. Jackson voleva che contribuissero a dare delle sonorità più aggressive all'LP. All'epoca il membro dei Full Force Paul Anthony rivelò che il gruppo aveva deciso di lavorare con la Jackson perché "ci piacciono gli sfortunati". I 4 brani dei Full Force sono: You're Gonna Get Rocked!, You Blew, Such a Wicked Love and Not Giving Up on Love.
Altri contributi furono aggiunti dai produttori Bobby Hart e Dick Eastman nel duetto con John Pagano If I Could Get to You, da Harold Faltermeyer nella eccentrica Turn on the Radio e da Steve Harvey in Does It Really Matter. La Toya fu registrato dal marzo 1987 al 1988 e fu missato a New York. Come risultato di un lavoro con una tale varietà di produttori, i due lati dell'LP hanno sonorità distinte. Il lato A, dalla traccia 1 alla 5, ha un tema hip hop e breakbeat concepito per il mercato statunitense, mentre il lato B è più orientato verso il synthpop europeo. Jackson aveva grandi aspettative dall'album, avendoci lavorato per 2 anni.
La cantante dedicò il disco ai bambini del mondo, essendo impegnata nella campagna "Just Say No", era rivolta ai bambini tra i 3 e i 7 anni.

## Accoglienza e successo commerciale
David Quantick, scrivendo sul NME, definì il lato hip hop dell'LP con i Full Force "accattivante e contagioso". Comunque Quantick stroncò le tracce del lato B, prodotte da Waterman, parlando di Just Say No come di "una What's Going on di Marvin Gaye che ha messo il naso in I Have a Dream degli ABBA. Dall'altra parte, il San Jose Mercury News asserì che i brani You Blew e Such a Wicked Love "pullulano del bollente funk dei Full Force".

## Tracce
1. You're Gonna Get Rocked! – 5:03 (Full Force) – Full Force
2. You Blew – 4:55 (Full Force) – Full Force
3. Such a Wicked Love – 5:33 (Full Force) – Full Force
4. Not Giving Up on Love – 5:35 (Full Force) – Full Force
5. If I Could Get to You – 4:13 (Bobby Hart, Dick Eastman) – Bobby Hart, Dick Eastman
6. Turn on the Radio – 3:52 (Harold Faltermeyer) – Harold Faltermeyer
7. Just Say No – 4:01 (La Toya Jackson, Jack Gordon, Stock, Aitken, Waterman) – Stock, Aitken, Waterman
8. Does It Really Matter – 6:03 (La Toya Jackson, Jack Gordon, Linette McClellan, Phil Armstrong) – Steve Harvey
9. (Tell Me) She Means Nothing to You at All – 3:47 (La Toya Jackson, Stock, Aitken, Waterman) – Stock, Aitken, Waterman
10. (Ain't Nobody Loves You) like I Do – 3:49 (Stock, Aitken, Waterman) – Stock, Aitken, Waterman

## Brani scartati
Una traccia chiamata Men Be Illin'  fu originariamente registrata per l'album nel 1987 ma non usata. Fu registrata allo U.S. Copyright Office con il numero PAU-986-950 il 7 luglio dello stesso anno. Fu scritta dalla popstar in collaborazione con John F. Wilson, che aveva già lavorato con lei in passato al brano Love Talk dall'album Imagination nel 1986. Wilson parlò in seguito anche dell'esistenza di un'altra traccia Jackson/Wilson intitolata I Really Want to Do It Tonight. Nessuna di queste tracce fu mai utilizzata in un album.
Jackson lavorò anche con Steve Harvey: la canzone Trouble fu data successivamente a Nia Peeples e si piazzò alla posizione nº1 nelle classifiche dance degli Stati Uniti. La versione della Jackson rimase inedita fino al dicembre 2013, quando fu pubblicata nella versione estesa dell'album ristampata dalla Cherry Pop Records.